# Frank Habbe
Frank Habbe (* 11. Januar 1978 in Dankersen) ist ein ehemaliger deutscher Handballspieler, der zumeist als Kreisläufer eingesetzt wurde.
Der 1,88 m große Rechtshänder begann mit dem Handballspiel bei GWD Minden. Seinen ersten Einsatz in der Bundesliga hatte er am 26. April 1997 gegen den VfL Fredenbeck. In diesem Spiel gelang ihm auch direkt sein erstes Bundesligator. Ab 1999 lief er im regulären Kader von GWD Minden in der Bundesliga auf. 2003 wechselte er zum Nord-Zweitligisten HSG Augustdorf/Hövelhof. Nach nur einer Saison zog er weiter zur Ahlener SG, die er mit 256 Toren zur Vizemeisterschaft und Teilnahme an der Aufstiegsrunde 2005/06 warf. aufgrund dieser starken Leistung verpflichtete ihn der Bundesligist Wilhelmshavener HV. 2007 ging er wieder in die zweite Liga zur TSV Hannover-Burgdorf, mit der ihm in der Saison 2008/09 der Aufstieg ins Oberhaus gelang. Nach einer Bundesligasaison unterschrieb er beim Regionalligisten HF Springe, mit dem er den dritten Platz erreichte. Da der verheiratete Polizist versetzt wurde, schloss er sich im Dezember 2011 dem Landesligisten HSC Haltern-Sythen an, mit dem ihm der Aufstieg in die Verbandsliga gelang. Obwohl sein Vertrag noch bis Sommer 2014 lief, zog er sich im Dezember 2013 zunächst vom Handball zurück. Am Saisonende 2013/14 half er beim TSV Kaldenkirchen aus. Im Sommer 2015 reaktivierte ihn LiT Handball NSM. In der Saison 2015/16 lief er 8-mal für LiT Handball NSM auf. Im November 2015 erlitt Habbe einen Kreuzbandriss.
2019 übernahm er das Traineramt des Landesligisten HSG Petershagen/Lahde.